# Пуща-Водицька вулиця
Пу́ща-Води́цька ву́лиця — вулиця в Подільському районі міста Києва. Пролягає від площі Тараса Шевченка до Луцької вулиці. 
Прилучається Пуща-Водицький провулок.

## Історія
Виникла в середині XX століття під назвою 723-я Нова вулиця. Сучасна назва — з 1953 року, від Пуща-Водицького лісу, через який було прокладено вулицю. Вулиця забудована з непарного боку, з парного — починається Пуща-Водицький ліс.